# Impatiens navicula
Impatiens navicula är en balsaminväxtart som beskrevs av Fischer och Rahelivololona. Impatiens navicula ingår i släktet balsaminer, och familjen balsaminväxter. Inga underarter finns listade i Catalogue of Life.